# Louis Abell
Louis Grenville „Lou“ Abell (21. července 1884, Elizabeth, New Jersey – 25. října 1962, Elizabeth) byl americký veslař, kormidelník na osmiveslicích, na nichž získal dvě zlaté olympijské medaile.
Narodil se ve městě Elizabeth ve státě New Jersey a závodil za úspěšný veslařský tým Vesper Boat Club sídlící ve Philadelphii. Ten reprezentoval v závodech osmiveslic USA na Letních olympijských hrách 1900 v Paříži a poté na Letních olympijských hrách 1904 v Saint Louis. Obě regaty pro něj znamenaly zisk zlatých medailí, na nichž se Abell jako kormidelník významně podílel. Po čtyřicet let pak pracoval ve službách pro zdravotnictví ve svém rodném městě, kde také zemřel.

## Olympijské hry 1900 a 1904
Osma týmu Vesper Boat Club vyhrála v roce 1900 mistrovství USA a byla vyslána do Paříže na olympiádu. Regata se konala na Seině a rozjížďky se konaly za teplého a příznivého počasí po jejím proudu, což vedlo k velmi rychlým časům. USA měly za soupeře Francouze, kteří závod nedokončili. Ve finále byly časy pomalejší, protože foukal protivítr. Převaha týmu Vesper se jasně prokázala, vyhrála o šest vteřin před belgickým týmem Royal Club Nautique de Gand, třetí skončila nizozemská Minerva Amsterdam.
Vesper Boat Club měl ve Spojených státech převahu i v dalších letech. Na olympijské hry 1904 do Saint Louis už z pařížské posádky zamířil kromě Abella jen John Exley. Evropské lodě se na olympiádu nedostavily, a tak závod osmiveslic se omezil jen na souboj USA a Kanady, reprezentovanými Argonauty z Toronta. Vesper tentokrát zvítězil o tři lodní délky a obhájil olympijský titul.